# Максудов, Алишер Иркинович
Алишер Иркинович Максудов (узб. Alisher Irkinovich Maksudov; род. 9 июля 1974, Ташкент, Узбекская ССР) — узбекский государственный деятель, с 16 ноября 2020 года по 16 августа 2021 года председатель Государственного комитета Республики Узбекистан по экологии и охране окружающей среды.

## Биография
В 1996 году окончил Ташкентский институт текстильной и лёгкой промышленности по специальности «ткани и технология трикотажа», а в 2003 году окончил Ташкентский государственный экономический университет по специальности «внешнеэкономическая деятельность».
С 1996 по 1999 годы работал специалистом второй категории фирмы «Инагро» Республиканского хозрасчетного внешнеторгового объединения «Инновация» Министерства внешних экономических связей Республики Узбекистан. В 2005 году был назначен генеральным директором ООО «Тошкент- Тойтепа Текстиль». Затем работал в государственной акционерной внешнеторговой компании «Узинтеримпэкс» Министерства внешних экономических связей, инвестиций и торговли Республики Узбекистан в качестве исполняющего обязанности председателя правления, заместителя председателя правления по организации экспорта и импорта, а с 2014 года председателем правления компании.
В 2014—2015 годах работал заместителем министра внешних экономических связей, торговли и инвестиции. В 2015 году назначен первым заместителем председателя холдинга «Узпахтасаноатэкспорт», а в 2017 году возглавляет компанию «Узпахтасаноат».
16 ноября 2020 года Максудов Алишер указом президента Узбекистана Шавката Мирзиёева назначен председателем Государственного комитета по экологии и охране окружающей среды Узбекистана.
18 декабря 2020 года Максудов Алишер принял участие в международной конференции «Инновационная экология и её развитие в Узбекистане: Теоретические и практические аспекты», в которой также участвовали приняли участие представители более 15 стран.
16 августа 2021 года освобождён от должности председателя Государственного комитета Узбекистана по экологии и охране окружающей среды.

## Награды
В 2019 году указом президента Республики Узбекистан был награждён орденом «Дустлик» за вклад в повышение экономического роста страны.